# St. Peter und Paul (Thalheim)

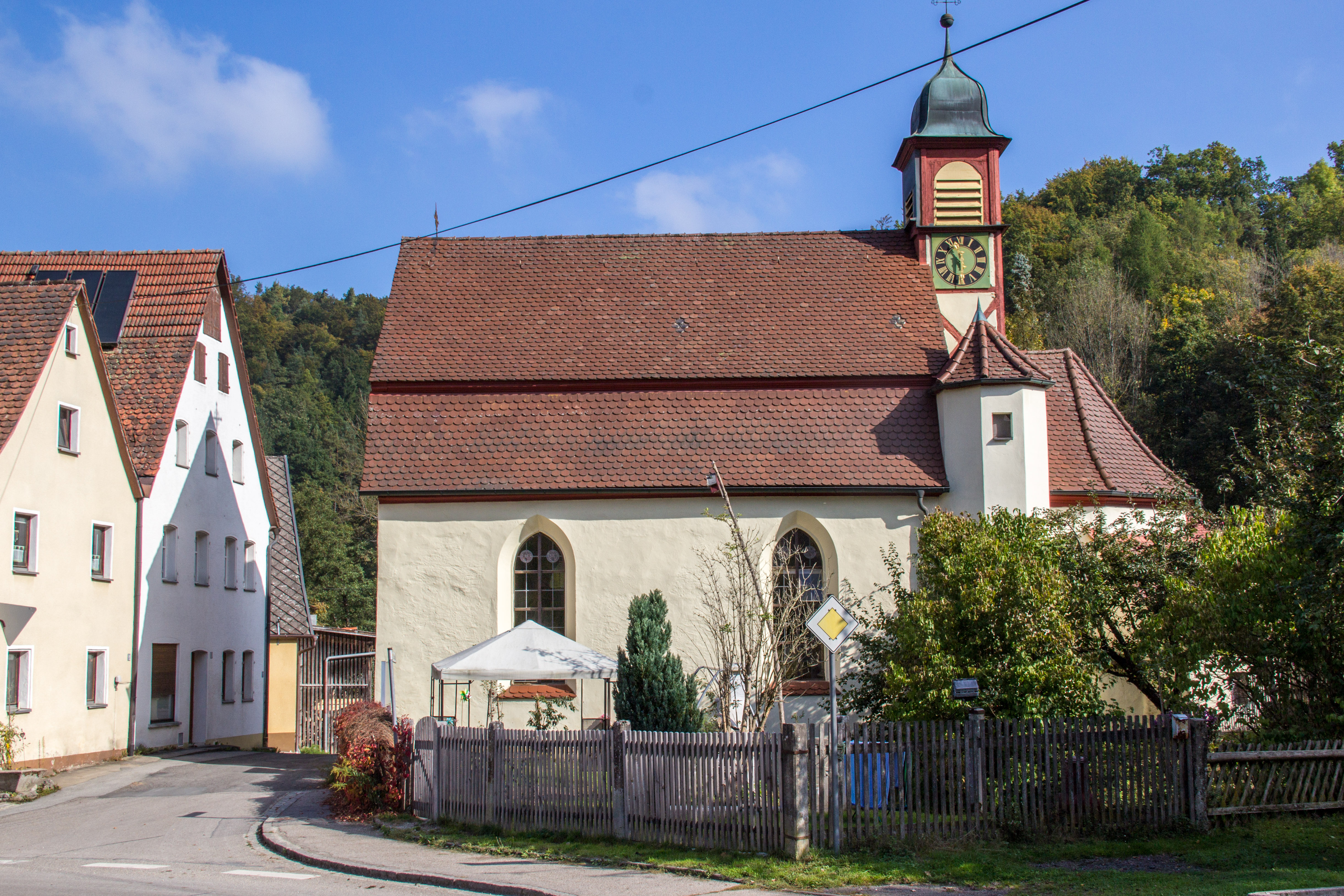
St. Peter und Paul (Thalheim)

Die denkmalgeschützte, evangelisch-lutherische Filialkirche St. Peter und Paul steht in Thalheim, einem Gemeindeteil der Gemeinde Happurg im Landkreis Nürnberger Land (Mittelfranken, Bayern). Die Kirche ist unter der Denkmalnummer D-5-74-128-57 als Baudenkmal in der Bayerischen Denkmalliste eingetragen. Die Kirchengemeinde gehört zur Pfarrei Alfeld im Dekanat Hersbruck im Kirchenkreis Nürnberg der Evangelisch-Lutherischen Kirche in Bayern.

## Beschreibung
Der eingezogene, vierseitig geschlossene Chor stammt im Wesentlichen aus der 1. Hälfte des 15. Jahrhunderts. Das Langhaus von 1669 erhielt seine heutige Gestalt mit dem Mansarddach beim Umbau von 1754. Aus dem Dach des Chors erhebt sich ein quadratischer Dachreiter, der die Turmuhr und darüber den Glockenstuhl beherbergt, und mit einer Glockenhaube bedeckt ist. In der südöstlichen Ecke von Langhaus und Chor wurde ein Treppenturm aus verputztem Holzfachwerk errichtet. 
Der Innenraum des Chors ist mit einem Kreuzrippengewölbe überspannt, der des Langhauses mit einem Muldengewölbe. Die Emporen an den Längsseiten des Langhauses haben Patronatslogen, denn die Kirche gehört zum Schloss.